# Горсько-Ново-Село
Го́рсько-Но́во-Се́ло (болг. Горско ново село) — село у Великотирновській області Болгарії. Входить до складу общини Златариця.

## Населення
За даними перепису населення 2011 року у селі проживали 548 осіб.
Національний склад населення села:
| Національність   | Кількість осіб | Відсоток |
| ---------------- | -------------- | -------- |
| болгари          | 433            | 83,9%    |
| турки            | 59             | 11,4%    |
| не визначились   | 19             | 3,7%     |
| Всього відповіли | 516            |          |

Розподіл населення за віком у 2011 році:
Динаміка населення: